# Castelli (partido)
Pour les articles homonymes, voir Castelli.
Le partido de Castelli est une subdivision de la province argentine de Buenos Aires. Son chef-lieu est Castelli.